# Hemerobius quadripunctatus
Hemerobius quadripunctatus is een insect uit de familie van de bruine gaasvliegen (Hemerobiidae), die tot de orde netvleugeligen (Neuroptera) behoort. 
Hemerobius quadripunctatus is voor het eerst wetenschappelijk beschreven door Fabricius in 1787.